# Quintana atrizona
Quintana atrizona es una especie de peces de la familia de los pecílidos en el orden de los ciprinodontiformes.

## Morfología
Los machos pueden alcanzar los 2 cm de longitud total y las hembras los 3,4 cm.

## Distribución geográfica
Se encuentran en Cuba.